# Projekt 955 Borej
Projekt 955 Borej (ryska: Борей; döpt efter guden Boreas) är en rysk ubåtsklass. Meningen är att Borej-klassen ska ersätta ubåtarna i de äldre klasserna Projekt 667BDR Kalmar och Projekt 941 Akula som byggdes under sovjettiden. Ubåtarna är atomdrivna och är bestyckade med en ny typ av ballistiska robotar kallade R-30 Bulava. I januari 2021 fanns fyra stycken ubåtar i bruk i den ryska flottan och ytterligare fyra under byggnation.

## Historia
Arbetet med det första fartyget i serien, Jurij Dolgorukij, startade redan 1996, då under den officiella beteckningen Projekt 935. Parallellt utvecklades även en ny ballistisk robot, R-39M Bark, denna övergavs dock senare till förmån för den nyare och förbättrade roboten R-30 Bulava. På grund av bytet av robot behövde också ubåtens konstruktion ändras för att rymma den nya roboten, och i samband med detta ändrades också beteckningen till Projekt 955. Ubåtarna byggs vid Sevmasj i Severodvinsk av designbyrån Rubin. 
Borej-klassen påstås representera den senaste teknologin inom design och konstruktion av ubåtar, däribland egenskaper som skall göra den överlägsen alla andra ubåtar som för närvarande är i tjänst, till detta ges exempel på teknologi som gör den mindre spårbar via sonar. Kostnaden per ubåt uppges vara cirka 6,2 miljarder kronor eller 890 miljoner USD.
Ubåtarna är 170 meter långa och har en diameter på 13,5 meter, maxhastighet i undervattensläge uppges vara cirka 29 knop. Från början var det tänkt att ubåtarna skulle bära med sig 20 robotar precis som båtarna i Typhoon-klassen men på grund av de större 45 ton tunga Bulava-robotarna tvingades man skära ner på antalet till 16.
Den 18 december 2008 meddelade rysk försvarsindustri att Jurij Dolgorukij skulle påbörja sina första övningar till havs innan årets slut. Ubåten var dock inte bestyckad med ballistiska robotar ännu och kan därför inte räknas som att vara i full drift.
I juni 2009 gick Jurij Dolgorukij för första gången ut till havs, och inträdde i tjänst den 10 januari 2013.
Sedan slutet på 2020 är fyra ubåtar i tjänst, den tidigare nämnda Jurij Dolgorukij samt systerfartygen Alexander Nevskij, Vladimir Monomach och Knjaz Vladimir.
Ytterligare ubåtar finns under olika faser av byggnation, hur många som kommer byggas är det dock viss osäkerhet om, olika källor säger olika många.

## Projekt 955A
Den 15 december 2009 meddelade det Ryska försvarsministeriet att kölsträckningen av den fjärde ubåten av Borej-klass skulle skjutas fram från december till första kvartalet 2010. Anledningen sades vara av "organisatoriska och tekniska skäl"
Det fjärde skeppet i klassen byggdes under den nya versionen 955A.
Kontraktet på fem ubåtar av typ 955A har försenats ett flertal gånger på grund av prisdispyter mellan det Ryska försvarsministeriet och United Shipbuilding Corporation. Kontraktet för de modifierade 955A signerades den 28 maj 2012.
Den första ubåten av typ 055A, Knjaz Vladimir kölsträcktes den 30 juli 2012. Rysslands president Vladimir Putin närvarade på ceremonin. Ytterligare fyra stycken av typ 055A har kölsträckts sedan dess.

## Enheter
| Namn                    | Projekt      | Kölsträckt             | Sjösatt          | Tagen i tjänst   | Flotta            | Notis              |
| ----------------------- | ------------ | ---------------------- | ---------------- | ---------------- | ----------------- | ------------------ |
| K-535 Jurij Dolgorukij  | 955 (09550)  | 2 november 1996        | 12 april 2007    | 10 januari 2013  | Norra flottan     | I aktiv tjänst     |
| K-550 Alexander Nevskij | 955 (09551)  | 19 mars 2004           | 6 december 2010  | 23 december 2013 | Stillahavsflottan | I aktiv tjänst     |
| K-551 Vladimir Monomach | 955 (09551)  | 19 mars 2006           | 30 december 2012 | 19 december 2014 | Stillahavsflottan | I aktiv tjänst     |
| K-549 Knjaz Vladimir    | 955А (09552) | 30 juli 2012           | 17 november 2017 | 12 juni 2020     | Stillahavsflottan | I aktiv tjänst     |
| Knjaz Oleg              | 955А (09552) | 27 juli 2014           |                  | 21 december 2021 | Stillahavsflottan | I aktiv tjänst     |
| Generalissimus Surovov  | 955А (09552) | 26 december 2014       |                  | 21 december 2022 | Norra flottan     | I aktiv tjänst     |
| Alexander den Tredje    | 955А (09552) | 21 december 2015       |                  | Planeras 2020    | Stillahavsflottan | Under konstruktion |
| Knjaz Pozjarskij        | 955А (09552) | Planerat december 2016 |                  | Planeras 2020    | Norra flottan     |                    |
| No.9                    | 955А (09552) |                        |                  |                  |                   | Planerad           |
| No.10                   | 955А (09552) |                        |                  |                  |                   | Planerad           |